# Agnes Janson
Agnes Janson (Stockholm, 20 juni 1861 – Melbourne, 19 januari 1947) was een Zweedse zangeres. Haar stembereik lag binnen mezzosopraan.  
Ze kwam uit een niet-muzikaal gezin. Haar vader, Per Adolf Jansson, was metselaar en haar moeder was Johanna Maria Lund.
Agnes Janson studeerde vanaf 1876 aan het Conservatorium van Stockholm, waarschijnlijk bij Julius Günther. In 1878 kreeg ze van geldschieter Peter van Möller een beurs om verdere zanglessen te nemen. Een van haar eerste optredens vond plaats in mei 1882 waarin ze de partij van Olufs moeder zong in Elverskud van Niels Gade. Van 1883 tot 1885 maakte ze deel uit van het gezelschap van het Koninklijk Theater van Stockholm. In 1884 zong ze partijen in werken van Andreas Hallén. In 1885 vertrok ze naar Londen om aan de Royal Academy of Music te gaan studeren bij professor Alberto Randegger. Ze begon toen ook concerten te geven, onder meer met Kristina Nilsson in de Royal Albert Hall. In 1892 zong ze met het orkest van de Italiaanse opera mee in de Negende symfonie van Ludwig van Beethoven. In 1893 zong ze samen met het Royal Liverpool Philharmonic Orchestra onder leding van Charles Hallé. Rond 1896 huwde ze in Alloa met de Noors-Zweedse vice-consul in Schotland Andrew Morten Hammer Fischer.
In 1897 zong Janson de rol van Freya in de opera Diarmid van Hamish MacCunn onder leiding van de componist in Covent Garden. In 1900 vertrok ze naar Australië om te gaan zingen bij het George Musgrave Grand Opera Company te Melbourne. Melbourne had een relatief grote Zweedse gemeenschap. Haar eerste rol aldaar was in Carmen van Georges Bizet. Vanaf 1906 tot 1927 gaf ze zanglessen aan de Universiteit van Melbourne. Vanaf 1927 was ze met pensioen en ging in Sydney wonen, wat enige jaloezie opwekte in muzikaal Melbourne. Janson overleed echter in de wijk Diamond Creek in Melbourne.
De Australische zangeres Austral Groves (Strella) Wilson was een leerling van Janson.